# Pages (1981)
Pages è il terzo ed ultimo album discografico del gruppo musicale di jazz rock statunitense Pages, pubblicato dalla casa discografica Capitol Records nel 1981.

## Tracce
Lato A
1. You Need a Hero – 3:43 (Richard Page, Steve George, John Lang)
2. Tell Me – 3:52 (Richard Page, SteveGeorge, John Lang)
3. O.C.O.E. (Official Cat of the Eighties) – 5:00 (Richard Page, Steve George, John Lang, Charles Icarus Johnson)
4. Come on Home – 3:27 (Richard Page, Steve George, John Lang, Jay Graydon)

Lato B
1. Sesatia – 4:37 (Richard Page, Steve George, John Lang)
2. Only a Dreamer – 4:30 (Richard Page, Steve George, John Lang, Jay Graydon)
3. Automatic – 3:59 (Richard Page, Steve George, John Lang, Charles Icarus Johnson)
4. Fearless – 4:20 (Richard Page, Steve George, John Lang, Jay Graydon)
5. Midnight Angel – 4:30 (Richard Page, Steve George, John Lang)

## Musicisti
You Need a Hero
- Richard Page - voce, accompagnamento vocale-coro
- Steve George - fender rhodes, Yamaha CS-80, mini moog, accompagnamento vocale-coro
- Steve Khan - chitarra elettrica
- Neil Stubenhaus - basso
- Jeff Porcaro - batteria
- Paulinho Da Costa - percussioni

Tell Me
- Richard Page - voce, accompagnamento vocale-coro
- Steve George - grand piano, fender rhodes, mini moog, sintetizzatore Yamaha CS-80, oboe elettrico, accompagnamento vocale-coro
- Charles Johnson - chitarra elettrica
- Neil Stubenhaus - basso
- Ralph Humphrey - batteria

O.C.O.E. (Official Cat of the Eighties)
- Richard Page - voce
- Steve George - grand piano, sintetizzatore Yamaha CS-80
- Charles Johnson - chitarra elettrica
- Neil Stubenhaus - basso
- Vince Colaiuta - batteria

Come on Home
- Richard Page - voce, accompagnamento vocale-coro
- Steve George - fender rhodes, sintetizzatore Yamaha CS-80, sintetizzatore Oberheim, mini-moog, accompagnamento vocale-coro
- Steve Khan - chitarra elettrica
- Paul Jackson Jr. - chitarra elettrica
- Neil Stubenhaus - basso
- Jeff Porcaro - batteria
- Paulinho Da Costa - percussioni
- Tom Scott - sassofono solo

Sesatia
- Richard Page - voce, accompagnamento vocale-coro
- Steve George - grand piano, sintetizzatore Yamaha CS-80, clavinet, accompagnamento vocale-coro
- Charles Johnson - chitarra elettrica
- Neil Stubenhaus - basso
- Vince Colaiuta - batteria

Only a Dreamer
- Richard Page - voce, accompagnamento vocale-coro
- Steve George - fender rhodes, grand piano, sintetizzatore Yamaha CS-80, accompagnamento vocale-coro
- Jay Graydon - chitarre (tutte)
- Neil Stubenhaus - basso
- Mike Baird - batteria

Automatic
- Richard Page - voce (tutte)
- Steve George - grand piano, sintetizzatore Yamaha CS-80, sintetizzatore APP2600
- Charles Johnson - chitarra elettrica
- Jay Graydon - chitarra elettrica
- Neil Stubenhaus - basso
- Jeff Porcaro - batteria

Fearless
- Richard Page - voce (tutte)
- Steve George - fender rhodes, sintetizzatore Yamaha CS-80
- Jay Graydon - chitarre (tutte)
- Abraham Laboriel - basso
- Ralph Humphrey - batteria

Midnight Angel
- Richard Page - voce, grand piano
- Steve George - sintetizzatore ARP 2600, basso moog
- Al Jarreau - flauto di voce (vocal flute effect)
- Jay Graydon - programmatore ARP 2600

Note aggiuntive
- Jay Graydon - produttore (per Garden Raice Music, Inc.) (eccetto brani: You Need a Hero e Come on Home)
- Bobby Colomby - produttore (solo brani: You Need a Hero e Come on Home)
- Registrazioni effettuate da maggio a novembre 1980 al Dawnbreaker Studios di Chatsworth, California (eccetto brani: You Need a Hero, Come on Home e Only a Dreamer)
- Joseph Bogan e Jay Graydon - ingegneri delle registrazioni
- Brian Behms - secondo ingegnere delle registrazioni
- Tutte le sovraincisioni ed i mixaggi effettuati al Garden Rake Studios di Studio City, California
- Jay Graydon - mixaggi
- Brano: Only a Dreamer, registrato al Room 335 di Hollywood, California
- Jay Graydon e Larry Carlton - ingegneri delle registrazioni
- Steve Carlton - secondo ingegnere delle registrazioni
- Brani: You Need a Hero e Come on Home, registrati tra il dicembre 1980 ed il gennaio 1981 al Location Recorders di Burbank, California
- Michael Verdick - ingegnere delle registrazioni
- Scott Singer - secondo ingegnere delle registrazioni
- Michael Verdick e Bobby Colomby - mixaggi
- Brani: Automatic e Tell Me, remixati al Location Recorders (Burbank, California) nel gennaio 1981 da Michael Verdick
- Mastering effettuato da Kevin Gray al The Cutting System di Burbank, California nel gennaio 1981
- Roy Kohara - art direction
- Phil Fewsmith - fotografie[2]